# Reducționism științific
Termenul de reducționism științific  a fost folosit pentru a descrie diferite idei reducționiste despre știință care au apărut în filozofia științei.

## Idei reducționiste
O versiune este aceea conform căreia întregul Univers poate fi explicat științific; că nu există lucruri care prin natura lor să nu poată fi explicate.
Uneori este folosit pentru a descrie știința (în special fizica) ca bază pentru reducționismul ontologic—ideea conform căreia tot ce există poate fi explicat ca interacțiunile unui număr mic de lucruri simple care respectă legile fizicii (precum particule fundamentale ca quarkuri și leptoni care interacționează prin intermediul bosonilor). Perspectivele superstițioase au fost abandonate de către știința modernă în schimbul unor abordări naturaliste bazate pe dovezi empirice.
Un atac la adresa acestei forme de reducționism, popular în rândul fizicienilor care se ocupă cu starea solidă, afirmă că este incorect ca legile care guvernează componentele structurilor să fie mai fundamentale decât legile care guvernează structurile. De exemplu, s-a afirmat că un ambuteiaj conține un tipar comportamental care nu poate fi redus la comportamentul individual al unei singure mașini. În mod similar, metalele parcurg un comportament colectiv și interacțiuni care nu sunt reductibile la comportamentul unui atom individual din cadrul acelui metal, și s-a afirmat că legile care descriu acest comportament colectiv nu sunt mai puțin fundamentale decât legile care descriu atomii înșiși.
Un alt atac împotriva reducționismului provine de la adepții principiului antropic. Unii sunt convinși că legile fizicii pot fi determinate în mod întâmplător și explică faptul că noi observăm anumite legi fizice afirmând că doar un mic subset de legi permite ca observatorii să rămână conștienți. Văzută prin această prismă, conștiința nu se bazează pe legile fizicii, ci mai degrabă legile observate ale fizicii există din cauza conștiinței.
Daniel Dennett apără acest tip primar de reducționism, pe care îl consideră a fi puțin mai mult decât materialism, făcând distincție între acesta și ceea ce el numește "reducționism lacom": ideea conform căreia orice explicație în orice domeniu al științei ar trebui redus până la fizica particulelor și Teoria coardelor. Reducționismul lacom merită critica care i s-a adus deoarece explicația de nivel cel mai jos a unui fenomen, chiar dacă ar exista, nu este întotdeauna cea mai bună cale de a înțelege sau explica acel fenomen. Richard Dawkins descrie alternativa ca reducționism "ierarhic": organismele pot fi descrise în termeni de ADN, ADN-ul în termeni de atomi, atomii în termeni de particule subatomice; dar nu e nevoie să explicăm comportamentul animalelor prin intermediul particulelor subatomice dacă putem oferi explicații și prognoze adecvate la nivele superioare.
Dennett și Steven Pinker au arătat că prea mulți oameni care se opun științei utilizează termenii "reducționism" și "reducționist" nu pentru a face afirmații coerente privitoare la știință, ci mai degrabă pentru a afișa un dezgust general pentru știință. Mai mult, acești adversari adesea folosesc aceste cuvinte într-un mod alunecos, pentru a face referire la orice nu le place din cadrul științei. Dennett sugerează că acești critici ai reducționismului caută un mod de a salva un fel de sens superior al vieții, sub forma unei intervenții supranaturale/nonmateriale.
După cum afirmă Pinker,
Încercările de a explica comportamentul în termeni mecaniciști sunt de obicei denunțate ca fiind "reducționiste" sau "deterministe". Cei care fac asemenea denunțări însă rareori știu exact ce vor să spună prin acele cuvinte, dar toată lumea știe că ei se referă la ceva rău. (Pinker 2002, p. 10)

## Alternative la reducționism
Mai recent, dezvoltarea gândirii sistemice a oferit metode de a aborda problemele de o manieră mai degrabă holistă decât reducționistă.

## Literatură
- Daniel Dennett (1995) Darwin's Dangerous Idea: Evolution and the Meanings of Life.
- Steven Pinker (2002) The Blank Slate: The Modern Denial of Human Nature.
- Steven Weinberg (2002) descrie ceea ce el numește războiul cultural în rândul fizicienilor în a sa recenzie a volumului A New Kind of Science
- Eric Scerri Reducerea chimiei la fizică a devenit un aspect central al filozofiei chimiei. Vezi mai multe articole ale acestui autor.